# Paul von Franken
Pour les articles homonymes, voir Franken.
Paul von Franken, né Paul Franken (né le 6 juillet 1818 à Oberbachem, mort le 8 novembre 1884 à Düsseldorf) est un peintre allemand.

## Biographie
Paul Franken naît à Oberbachem, aujourd'hui un quartier du Wachtberg, et grandit à Godesberg. Il est le fils de Wilhelm Hugo (von) Franken (1784-1840), qui fut bourgmestre de Villip de 1816 à 1840 et en même temps bourgmestre de Godesberg, aujourd'hui un district de Bonn, de 1818 à 1840. Sa mère est Wilhelmina Regina Weiser. Le père ajoute lui-même le titre de noblesse en 1826 en tant que greffier. Bien que le titre de famille soit finalement révoqué en 1844, Paul Franken continue à signer avec von Franken.
Paul von Franconian étudie de 1840 à 1842 à l'Académie royale des arts prussiens de Düsseldorf auprès de Wilhelm von Schadow. Il y fréquente la classe élémentaire (1840), la classe préparatoire ou de peinture (1841) et la classe d'architecture (1841) de Rudolf Wiegmann, qui qualifie son talent d'ordinaire. Il reste ami avec ses camarades Siegmund Lachenwitz et Peter Schwingen. Lors du deuxième mariage de Schwingen en 1849, il est témoin aux côtés de Lachenwitz.

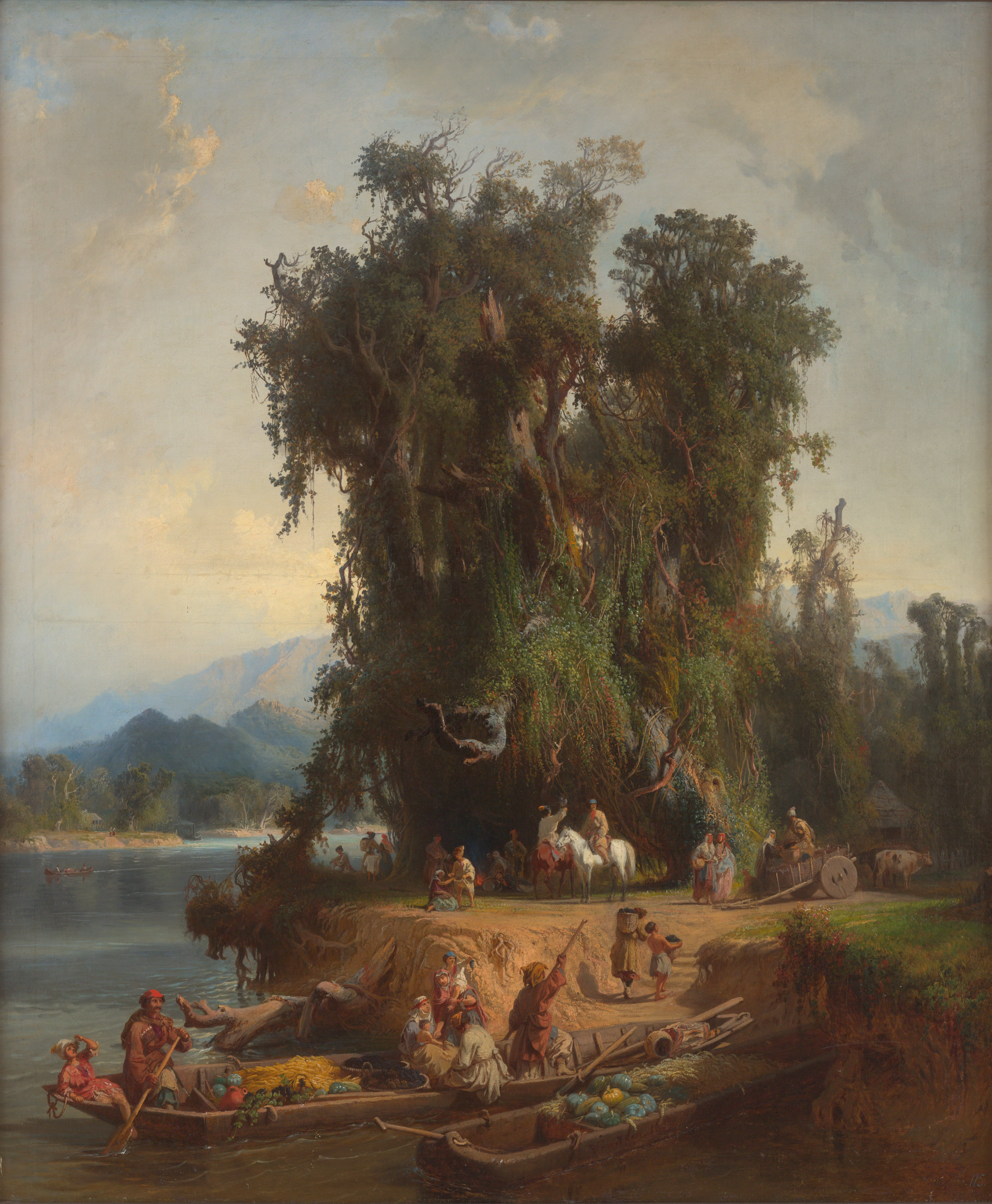
Récolte de fruits en Mingrélie (1859).

Après 1842, von Franken entreprend des voyages d'études et effectue des séjours plus longs à Bruxelles, Anvers et Amsterdam. De 1846 à 1849, il vit à Dresde et montre son tableau La Préparation à la confession à l'exposition de l'Académie des Beaux-Arts en 1848. De retour à Düsseldorf en 1851, il épouse son élève de Dresde, la peintre balte Helene Köber (de), née en 1825. Après avoir séjourné à Paris, Mitau, Saint-Pétersbourg et Moscou, le couple réside à Tiflis à partir de 1853. Sa femme travaille ici comme professeur d'art au lycée pour filles. Au nom du gouvernement russe, von Franken se rend sur les théâtres de guerre du Caucase comme la guerre de Crimée et documente les paysages et les gens qui le fascinent. Von Franken effectue aussi des voyages d'études en Turquie asiatique et à Erevan.
En 1860, il retourne en Allemagne et vit à Godesberg et Düsseldorf. Il se sépare de sa femme, car elle lui aurait été infidèle. Il continue à voyager dans le Caucase et peint toujours des motifs caucasiens. En 1860, il devient membre de l'association des artistes de Düsseldorf Malkasten. Lorsqu'il tombe gravement malade en 1884, sa femme vient à Düsseldorf à sa demande pour le soutenir. Il y meurt la même année à l'âge de 66 ans. L'héritage de Franken, une série de peintures, d'études et de dessins avec des motifs du Caucase, est emporté par sa femme à Tbilissi.
Leur fille Helene Franken, née en 1856, épouse l'explorateur et ethnographe Karl von Hahn (de) (1848-1925) en 1875.